# Cotesia theae
Cotesia theae är en stekelart som först beskrevs av Jinhaku Sonan 1942.  Cotesia theae ingår i släktet Cotesia och familjen bracksteklar. Inga underarter finns listade i Catalogue of Life.